# Ação Popular Nacional da Alsácia (França)
A Ação Popular Nacional da Alsácia (APNA) foi um partido político francês de tendência democrata-cristã atuante durante a Terceira República Francesa, sediado na Alsácia, entre 1928 e 1935.

## Histórico
Inicialmente uma facção mais à direita da “União Popular Republicana (UPR)” - anteriormente União Popular Republicana Nacional da Alsácia (UPRNA) - que se opunha à posição pró-autonomista do partido, a “Ação Popular Nacional da Alsácia (APNA)” foi fundada em 17 de dezembro de 1928, após seus membros deixarem a UPR em 3 de novembro. O novo partido recebeu apoio financeiro de Raymond Poincaré, ex-Presidente da França, e definiu-se como um partido com ambições nacionais, ainda que regionais, e anticomunistas.
Em 1935, os membros da APNA voltaram a integrar a UPR, antes de esta se fundir com o “Movimento Republicano Popular” anos depois. A APNA posteriormente se fundiu com o partido liberal-conservador “Federação Republicana (FR)”.